# Biskopstorps naturreservat
Biskopstorp är ett naturreservat i Kvibille och Slättåkra socknar i Halmstads kommun i Halland.
Reservatet är beläget nordost om Kvibille och söder om Slättåkra. Det är ett stort område som omfattar 907 hektar och är skyddat sedan 2011. Här växer värdefull gammelskog av bok och ek. Det är rikt lavar som växer på bok. En del är sällsynta som till exempel jättelaven. Här finns även ovanliga skalbaggar, liksom många mossor, svampar och fåglar. Man har noterat över 100 rödlistade arter i området.
Biskopstorp är även en större gård nära Kvibille och är belägen strax intill ett äldre naturreservat, Kungsladugården Biskopstorp.
När den danske kung Christian IV i början av 1600-talet lät bygga Halmstads slott gjorde han gården Biskopstorp till driftsenhet för slottet och gårdens officiella beteckning blev därmed Kungsladugården Biskopstorp. Titeln har följt gården också under svensk tid i och med att Hallands landshövdingar, fram till mitten av 1800-talet, arrenderat gården av kronan.
som löneförmån.
Det finns flera mindre sjöar i reservatet. De största är Kroksjön och Iglasjön.